# Rhypopteryx rhodosticta
Rhypopteryx rhodosticta är en fjärilsart som beskrevs av Collenette 1933. Rhypopteryx rhodosticta ingår i släktet Rhypopteryx och familjen tofsspinnare. Inga underarter finns listade.